# Cambuengo
Cambuengo é uma vila e comuna angolana que se localiza na província do Huambo, pertencente ao município de Mungo.